# Abraham de Moivre
Abraham de Moivre (Champagne, 26 de mayo de 1667 - Londres, 27 de noviembre de 1754) fue un matemático francés, conocido por su fórmula epónima, por sus aportaciones a la teoría de la probabilidad y porque predijo la fecha de su muerte a través de un cálculo estadístico.

## Biografía

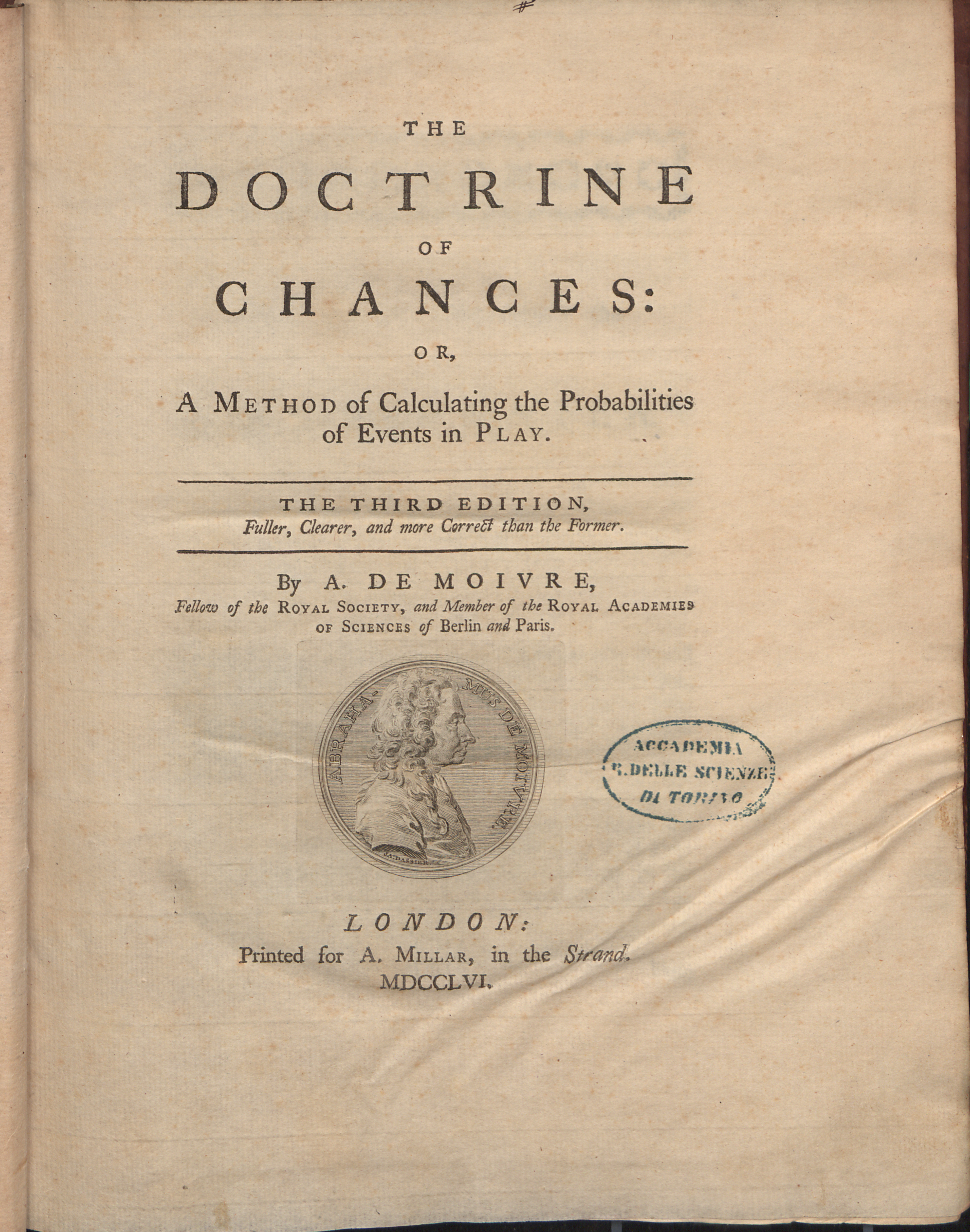
Doctrine of chances, 1761

Su padre, que fue cirujano, le envió a la academia protestante de Sedan y allí estudió entre 1678 y 1682. Después estudió Lógica en Saumur durante los dos años posteriores y en 1684 asistió al Collège de Harcourt. Y, aunque no hay evidencias de que obtuviera algún título académico, lo cierto es que estudió junto a Jacques Ozanam.
Conocido por la fórmula de De Moivre y por su trabajo en la distribución normal y probabilidad, fue elegido miembro de la Royal Society de Londres en 1697 y fue amigo de Isaac Newton y Edmund Halley.

"Vayan con Abrahám de Moivre a consultar esto. Él sabe mucho más que yo de estas cosas".
Isaac Newton

De Moivre publicó el libro de probabilidad The Doctrine of Chances y, como era calvinista, tuvo que salir de su país natal después de la revocación del Edicto de Nantes por el de Fontainebleau (1685). Pasó el resto de su vida en Inglaterra. Lo cierto es que toda su vida fue pobre y era cliente regular del Slaughter's Coffee House, donde ganaba algo de dinero jugando al ajedrez. Fue profesor del matemático y actuario británico James Dodson (1705–1757).
Murió en Londres, siendo enterrado en St Martin-in-the-Fields, aunque más tarde su cuerpo fue trasladado. Se suele decir que predijo la fecha de su muerte observando que cada día dormía quince minutos más que la noche anterior y calculó que fallecería aquel día que durmiera veinticuatro horas. Supuestamente, concluyó que serían 73 días después: el 27 de noviembre de 1754. Sin embargo, aunque ciertamente su salud se fue debilitando y llegó a necesitar más de 20 horas de sueño diario, ninguna fuente contemporánea relata este episodio, por lo que muy probablemente sea una exageración.